# Flekušek
Flekušek este o localitate din comuna Pesnica, Slovenia, cu o populație de 90 de locuitori.